# Kulotunga Cinkaiariyan
Kulotunga Cinkaiariyan (tamoul : குலோத்துங்க சிங்கையாரியன்) est un roi du royaume de Jaffna, dans l'actuel Sri Lanka. Il est le troisième roi de la dynastie Ârya Chakravarti. 
Il a promu l'agriculture, et a converti des terres incultivables en terres agricoles. Pendant son règne, le royaume était paisible et prospère.